# Tour de França de 1990
El Tour de França de 1990 fou la 77a edició del Tour de França. Es disputà entre el 30 de juny i el 22 de juliol de 1990, període durant el qual els ciclistes recorregueren 3.504 km de distància repartits en 22 etapes, dues de les quals el segon dia de la competició. Va començar a Futuroscope (Poitiers), on es van disputar les tres primeres etapes, i va acabar als Camps Elisis de París.
El campió de la prova fou l'estatunidenc Greg LeMond (Z), qui revalidà el títol de l'edició precedent i aconseguí el seu tercer triomf absolut del Tour de França. L'italià Claudio Chiappucci (Carrera Jeans-Vagabond) fou el segon classificat i el neerlandès Eric Breukink (PDM-Concorde-Ultima) els va acompanyar al podi.

## Recorregut
El Tour començà amb un pròleg de 6,3 km a Futuroscope, al qual el seguiren dues etapes disputades l'endemà, també pel parc temàtic: una etapa en línia i una contrarellotge per equips. El primer dia de descans estava programat pel dijous 5 de juliol, quan només s'havien disputat etapes planes, el pròleg i la contrarellotge per equips; però just l'endemà d'una etapa maratoniana entre Avranches i Rouen de 301 quilòmetres de recorrent pla. Dos dies més tard es disputava una contrarellotge individual (7a etapa) i a partir de la desena etapa, que coincidia amb el pas per Suïssa, es disputaven quatre etapes de muntanya i una cronoescalada. Finalment, abans de l'etapa final pels Camps Elisis de París, es disputà una contrarellotge individual de 45 quilòmetres.
Una de les novetats d'aquesta edició fou la introducció d'un sistema de bonificacions per als tres primers classificats de les etapes (20, 12 i 8 segons) i d'algunes metes volants (6,4 i 2 segons).

## Desenvolupament de la cursa
Els favorits per guanyar la cursa eren el francès Laurent Fignon, l'irlandès Stephen Roche, el nord-americà Greg Lemond i l'espanyol Perico Delgado, tots ells vencedors de la prova en edicions anteriors. D'aquests, Greg Lemond, guanyador de l'edició de 1989 no va participar en cap de les altres dues grans rondes per etapes, mentre que Pedro Delgado havia quedat segon a la Vuelta a Espanya; però duia una temporada regular.
Després del pròleg inicial, guanyat pel francès Thierry Marie, el canadenc Steve Bauer esdevé el líder de la prova després de formar part d'una escapada que arriba a Futuroscope amb més de 10 minuts d'avantatge i que es va resoldre a l'esprint final, quan el neerlandès Frans Maassen va fer valer la seva millor punta de velocitat davant de Ronan Pensec i l'italià Claudio Chiapucci.
Bauer seria líder fins a la fi de la primera etapa dels Alps, quan el rellevaria al liderat el seu company d'escapada Pensec. Aquest duria el mallot groc tot just dos dies, abans de cedir-lo al tercer integrant de l'escapada de la primera etapa, Claudio Chiapucci. Greg LeMond era quart a 7 minuts i mig i Delgado cinquè a més de 9 minuts; però, a l'etapa següent (la 13a), l'italià va perdre quasi 5 minuts, temps que es va anar reduint amb relació a l'estatunidenc, que arriba a la contrarellotge de la penúltima etapa a tot just 5 segons. En aquesta etapa, guanyada per Erik Breukink, LeMond supera Chiapucci i aconsegueix el mallot groc, mentre que Delgado baixa a la 4a posició i, per primer cop en les tres edicions precedents, no puja al podi. L'espanyol havia contret una gastroenteritis i no pogué seguir el ritme de Lemond als Pirineus, fet que el va deixar fora de la lluita pel triomf final. A l'etapa reina, les ordres d'equip de Banesto alliberen Miguel Indurain de la feina de gregari, fet que li permet aconseguir la seva segona victòria a la prova francesa en l'etapa que acaba a Luz Ardiden.
Dos ciclistes catalans participaren en aquesta edició: el donostiarra, però d'origen català, Peio Ruiz Cabestany que acabaria en la dotzena posició a 13' 39" de Greg Lemond; i l'osonenc Melcior Mauri, que acabaria 78è, a 1h 33' 40" del guanyador.

## Etapes
| Etapa     | Data       | Ciutats d'etapa                       | type                      | Distància (km) | Vencedor de l'etapa           | Líder de la general |
| --------- | ---------- | ------------------------------------- | ------------------------- | -------------- | ----------------------------- | ------------------- |
| Pròleg    | 30 de juny | Futuroscope – Futuroscope             | pròleg                    | 6,3            | Thierry Marie                 | Thierry Marie       |
| 1a etapa  | 1 de jul   | Futuroscope – Futuroscope             | etapa plana               | 138,5          | Frans Maassen                 | Steve Bauer         |
| 2a etapa  | 1 de jul   | Futuroscope – Futuroscope             | contrarellotge per equips | 44,5           | Panasonic-Sportlife           | Steve Bauer         |
| 3a etapa  | 2 de jul   | Poitiers – Nantes                     | etapa plana               | 233            | Moreno Argentin               | Steve Bauer         |
| 4a etapa  | 3 de jul   | Nantes – Mont Saint-Michel            | etapa plana               | 203            | Johan Museeuw                 | Steve Bauer         |
| 5a etapa  | 4 de jul   | Avranches – Rouen                     | etapa plana               | 301            | Gerrit Solleveld              | Steve Bauer         |
|           | 5 de jul   | Dia de descans a Rouen                | Dia de descans            |                |                               |                     |
| 6a etapa  | 6 de jul   | Sarrebourg – Vittel                   | etapa plana               | 202,5          | Jelle Nijdam                  | Steve Bauer         |
| 7a etapa  | 7 de jul   | Vittel – Épinal                       | contrarellotge individual | 61,5           | Raúl Alcalá Gallegos          | Steve Bauer         |
| 8a etapa  | 8 de jul   | Épinal – Besançon                     | etapa plana               | 181,5          | Olaf Ludwig                   | Steve Bauer         |
| 9a etapa  | 9 de jul   | Besançon – Ginebra                    | etapa accidentada         | 196            | Massimo Ghirotto              | Steve Bauer         |
| 10a etapa | 10 de jul  | Ginebra – Saint-Gervais-les-Bains     | etapa de muntanya         | 118,5          | Thierry Claveyrolat           | Ronan Pensec        |
| 11a etapa | 11 de jul  | Saint-Gervais-les-Bains – L'Aup d'Uès | etapa de muntanya         | 182,5          | Gianni Bugno                  | Ronan Pensec        |
| 12a etapa | 12 de jul  | Fontaine – Villard-de-Lans            | cronoescalada             | 33,5           | Erik Breukink                 | Claudio Chiappucci  |
|           | 13 de jul  | Dia de descans a Villard-de-Lans      | Dia de descans            |                |                               |                     |
| 13a etapa | 14 de jul  | Villard-de-Lans – Saint-Étienne       | etapa accidentada         | 149            | Eduardo Chozas Olmo           | Claudio Chiappucci  |
| 14a etapa | 15 de jul  | Lo Puèi de Velai – Millau             | etapa accidentada         | 205            | Marino Lejarreta Arrizabalaga | Claudio Chiappucci  |
| 15a etapa | 16 de jul  | Millau – Revèl                        | etapa plana               | 170            | Charly Mottet                 | Claudio Chiappucci  |
| 16a etapa | 17 de jul  | Blanhac – Luz-Ardiden                 | etapa de muntanya         | 215            | Miguel Indurain Larraya       | Claudio Chiappucci  |
| 17a etapa | 18 de jul  | Lorda – Pau                           | etapa de muntanya         | 150            | Dmitri Konyschew              | Claudio Chiappucci  |
| 18a etapa | 19 de jul  | Pau – Bordeus                         | etapa plana               | 202            | Gianni Bugno                  | Claudio Chiappucci  |
| 19a etapa | 20 de jul  | Castilhon de Dordonha – Llemotges     | etapa plana               | 182,5          | Guido Bontempi                | Claudio Chiappucci  |
| 20a etapa | 21 de jul  | Llac de Vacivièra – Llac de Vacivièra | contrarellotge individual | 45,5           | Erik Breukink                 | Greg LeMond         |
| 21a etapa | 22 de jul  | Brétigny-sur-Orge – París             | etapa plana               | 182,5          | Johan Museeuw                 | Greg LeMond         |

## Classificacions

### Classificació general
| \| Classificació general \| Classificació general \| Classificació general \| Classificació general \| Classificació general \| \| Corredor \| Corredor \| Equip \| Temps \| \| \| --------------------- \| ----------------------------- \| ---------------------- \| --------------------- \| --------------------- \| \| 1r \| Greg LeMond \| Z \| 90h 43' 20" \| \| \| 2n \| Claudio Chiappucci \| Carrera Jeans-Vagabond \| + 2' 16" \| \| \| 3r \| Erik Breukink \| PDM-Concorde-Ultima \| + 2' 29" \| \| \| 4t \| Pedro Delgado \| Banesto \| + 5' 01" \| \| \| 5è \| Marino Lejarreta Arrizabalaga \| ONCE \| + 5' 05" \| \| \| 6è \| Eduardo Chozas Olmo \| ONCE \| + 9' 14" \| \| \| 7è \| Gianni Bugno \| Chateau d'Ax-Salotti \| + 9' 39" \| \| \| 8è \| Raúl Alcalá Gallegos \| PDM-Concorde-Ultima \| + 11' 14" \| \| \| 9è \| Claude Criquielion \| Lotto-Superclub \| + 12' 14" \| \| \| 10è \| Miguel Indurain Larraya \| Banesto \| + 12' 47" \| \| \| 11è \| Andrew Hampsten \| 7 Eleven-Hoonved \| + 12' 54" \| \| \| 12è \| Peio Ruiz Cabestany \| ONCE \| + 13' 39" \| \| \| 13è \| Fabio Enrique Parra Pinto \| Kelme-Ibexpress \| + 14' 35" \| \| \| 14è \| Fabrice Philipot \| Castorama \| + 15' 49" \| \| \| 15è \| Gilles Delion \| Helvetia-La Suisse \| + 16' 57" \| \| \| 16è \| William Palacio \| Manzana Postobón Team \| + 19' 43" \| \| \| 17è \| Johan Bruyneel \| Lotto-Super Club \| + 20' 24" \| \| \| 18è \| Roberto Conti \| Ariostea \| + 20' 43" \| \| \| 19è \| Éric Boyer \| Z \| + 22' 09" \| \| \| 20è \| Ronan Pensec \| Z \| + 22' 54" \| \| \| 21è \| Thierry Claveyrolat \| RMO \| + 23' 33" \| \| \| 22è \| Jérôme Simon \| Z \| + 27' 23" \| \| \| 23è \| Pascal Lino \| RMO \| + 30' 38" \| \| \| 24è \| Anselmo Fuerte Abelenda \| ONCE \| + 31' 18" \| \| \| 25è \| Dmitri Konyschew \| Alfa Lum \| + 31' 21" \| \| |                               |                        |             |
| |                               |                        |             |
| Font: ProCyclingStats |                               |                        |             |
| Classificació general |                               |                        |             |
| Corredor | Corredor                      | Equip                  | Temps       |
| 1r | Greg LeMond                   | Z                      | 90h 43' 20" |
| 2n | Claudio Chiappucci            | Carrera Jeans-Vagabond | + 2' 16"    |
| 3r | Erik Breukink                 | PDM-Concorde-Ultima    | + 2' 29"    |
| 4t | Pedro Delgado                 | Banesto                | + 5' 01"    |
| 5è | Marino Lejarreta Arrizabalaga | ONCE                   | + 5' 05"    |
| 6è | Eduardo Chozas Olmo           | ONCE                   | + 9' 14"    |
| 7è | Gianni Bugno                  | Chateau d'Ax-Salotti   | + 9' 39"    |
| 8è | Raúl Alcalá Gallegos          | PDM-Concorde-Ultima    | + 11' 14"   |
| 9è | Claude Criquielion            | Lotto-Superclub        | + 12' 14"   |
| 10è | Miguel Indurain Larraya       | Banesto                | + 12' 47"   |
| 11è | Andrew Hampsten               | 7 Eleven-Hoonved       | + 12' 54"   |
| 12è | Peio Ruiz Cabestany           | ONCE                   | + 13' 39"   |
| 13è | Fabio Enrique Parra Pinto     | Kelme-Ibexpress        | + 14' 35"   |
| 14è | Fabrice Philipot              | Castorama              | + 15' 49"   |
| 15è | Gilles Delion                 | Helvetia-La Suisse     | + 16' 57"   |
| 16è | William Palacio               | Manzana Postobón Team  | + 19' 43"   |
| 17è | Johan Bruyneel                | Lotto-Super Club       | + 20' 24"   |
| 18è | Roberto Conti                 | Ariostea               | + 20' 43"   |
| 19è | Éric Boyer                    | Z                      | + 22' 09"   |
| 20è | Ronan Pensec                  | Z                      | + 22' 54"   |
| 21è | Thierry Claveyrolat           | RMO                    | + 23' 33"   |
| 22è | Jérôme Simon                  | Z                      | + 27' 23"   |
| 23è | Pascal Lino                   | RMO                    | + 30' 38"   |
| 24è | Anselmo Fuerte Abelenda       | ONCE                   | + 31' 18"   |
| 25è | Dmitri Konyschew              | Alfa Lum               | + 31' 21"   |

### Classificacions secundàries
| Classificació per punts | Classificació per punts | Classificació per punts | Classificació per punts | Classificació per punts |
| Corredor                | Corredor                | Equip                   | Punts                   |                         |
| ----------------------- | ----------------------- | ----------------------- | ----------------------- | ----------------------- |
| 1r                      | Olaf Ludwig             | Panasonic-Sportlife     | 256 pts                 |                         |
| 2n                      | Johan Museeuw           | Lotto-Super Club        | 221 pts                 |                         |
| 3r                      | Erik Breukink           | PDM-Concorde-Ultima     | 118 pts                 |                         |
| 4t                      | Jean-Claude Colotti     | RMO                     | 117 pts                 |                         |
| 5è                      | Sean Kelly              | PDM-Concorde-Ultima     | 116 pts                 |                         |

| Classificació per punts | Classificació per punts | Classificació per punts | Classificació per punts | Classificació per punts |
| Corredor                | Corredor                | Equip                   | Punts                   |                         |
| ----------------------- | ----------------------- | ----------------------- | ----------------------- | ----------------------- |
| 1r                      | Olaf Ludwig             | Panasonic-Sportlife     | 256 pts                 |                         |
| 2n                      | Johan Museeuw           | Lotto-Super Club        | 221 pts                 |                         |
| 3r                      | Erik Breukink           | PDM-Concorde-Ultima     | 118 pts                 |                         |
| 4t                      | Jean-Claude Colotti     | RMO                     | 117 pts                 |                         |
| 5è                      | Sean Kelly              | PDM-Concorde-Ultima     | 116 pts                 |                         |

| Classificació de la muntanya | Classificació de la muntanya | Classificació de la muntanya | Classificació de la muntanya | Classificació de la muntanya |
| Corredor                     | Corredor                     | Equip                        | Punts                        |                              |
| ---------------------------- | ---------------------------- | ---------------------------- | ---------------------------- | ---------------------------- |
| 1r                           | Thierry Claveyrolat          | RMO                          | 321 pts                      |                              |
| 2n                           | Claudio Chiappucci           | Carrera Jeans-Vagabond       | 179 pts                      |                              |
| 3r                           | Roberto Conti                | Ariostea                     | 160 pts                      |                              |
| 4t                           | Miguel Indurain Larraya      | Banesto                      | 153 pts                      |                              |
| 5è                           | Greg LeMond                  | Z                            | 135 pts                      |                              |

| Classificació de la muntanya | Classificació de la muntanya | Classificació de la muntanya | Classificació de la muntanya | Classificació de la muntanya |
| Corredor                     | Corredor                     | Equip                        | Punts                        |                              |
| ---------------------------- | ---------------------------- | ---------------------------- | ---------------------------- | ---------------------------- |
| 1r                           | Thierry Claveyrolat          | RMO                          | 321 pts                      |                              |
| 2n                           | Claudio Chiappucci           | Carrera Jeans-Vagabond       | 179 pts                      |                              |
| 3r                           | Roberto Conti                | Ariostea                     | 160 pts                      |                              |
| 4t                           | Miguel Indurain Larraya      | Banesto                      | 153 pts                      |                              |
| 5è                           | Greg LeMond                  | Z                            | 135 pts                      |                              |

| Classificació del millor jove | Classificació del millor jove | Classificació del millor jove | Classificació del millor jove | Classificació del millor jove |
| Corredor                      | Corredor                      | Equip                         | Temps                         |                               |
| ----------------------------- | ----------------------------- | ----------------------------- | ----------------------------- | ----------------------------- |
| 1r                            | Gilles Delion                 | Helvetia-La Suisse            | 91h 00' 17"                   |                               |
| 2n                            | Pascal Lino                   | RMO                           | + 13' 41"                     |                               |
| 3r                            | Dmitri Konyschew              | Alfa Lum                      | + 14' 14"                     |                               |
| 4t                            | Miguel Ángel Martínez Torres  | ONCE                          | + 21' 42"                     |                               |
| 5è                            | Álvaro Mejía Castrillón       | Postobón Manzana-Ryalcao      | + 48' 07"                     |                               |

| Classificació del millor jove | Classificació del millor jove | Classificació del millor jove | Classificació del millor jove | Classificació del millor jove |
| Corredor                      | Corredor                      | Equip                         | Temps                         |                               |
| ----------------------------- | ----------------------------- | ----------------------------- | ----------------------------- | ----------------------------- |
| 1r                            | Gilles Delion                 | Helvetia-La Suisse            | 91h 00' 17"                   |                               |
| 2n                            | Pascal Lino                   | RMO                           | + 13' 41"                     |                               |
| 3r                            | Dmitri Konyschew              | Alfa Lum                      | + 14' 14"                     |                               |
| 4t                            | Miguel Ángel Martínez Torres  | ONCE                          | + 21' 42"                     |                               |
| 5è                            | Álvaro Mejía Castrillón       | Postobón Manzana-Ryalcao      | + 48' 07"                     |                               |

| Classificació per equips | Classificació per equips | Classificació per equips | Classificació per equips |
| Equip                    | Equip                    | Temps                    |                          |
| ------------------------ | ------------------------ | ------------------------ | ------------------------ |
| 1r                       | Z                        | 272h 21' 21"             |                          |
| 2n                       | ONCE                     | + 16"                    |                          |
| 3r                       | Banesto                  | + 23' 44"                |                          |
| 4t                       | PDM-Concorde-Ultima      | + 33' 05"                |                          |
| 5è                       | RMO                      | + 56' 31"                |                          |

| Classificació per equips | Classificació per equips | Classificació per equips | Classificació per equips |
| Equip                    | Equip                    | Temps                    |                          |
| ------------------------ | ------------------------ | ------------------------ | ------------------------ |
| 1r                       | Z                        | 272h 21' 21"             |                          |
| 2n                       | ONCE                     | + 16"                    |                          |
| 3r                       | Banesto                  | + 23' 44"                |                          |
| 4t                       | PDM-Concorde-Ultima      | + 33' 05"                |                          |
| 5è                       | RMO                      | + 56' 31"                |                          |

## Equips participants
| 1                    | Greg LeMond             |
| 2                    | Eric Boyer              |
| 3                    | Bruno Cornillet         |
| 4                    | Gilbert Duclos-Lassalle |
| 5                    | Atle Kvalsvoll          |
| 6                    | François Lemarchand     |
| 7                    | Robert Millar           |
| 8                    | Ronan Pensec            |
| 9                    | Jerôme Simon            |
| Director esportiu: - |                         |

| 11                                 | Laurent Fignon      |
| 12                                 | Vincent Barteau     |
| 13                                 | Christophe Lavainne |
| 14                                 | Luc Leblanc         |
| 15                                 | Thierry Marie       |
| 16                                 | Fabrice Philipot    |
| 17                                 | Bjarne Riis         |
| 18                                 | Gérard Rue          |
| 19                                 | Pascal Simon        |
| Director esportiu: Cyrille Guimard |                     |

| 21                                        | Pedro Delgado         |
| 22                                        | Marino Alonso         |
| 23                                        | Dominique Arnaud      |
| 24                                        | Julián Gorospe        |
| 25                                        | Miguel Induráin       |
| 26                                        | Javier Lukin          |
| 27                                        | Juan Martínez Oliver  |
| 28                                        | Jesús Rodríguez Magro |
| 29                                        | Abelardo Rondón       |
| Director esportiu:José Miguel Echavarri - |                       |

| 31                   | Erik Breukink |
| 32                   | Raúl Alcalá   |
| 33                   | Uwe Ampler    |
| 34                   | Rudy Dhaenens |
| 35                   | Martin Earley |
| 36                   | Gert Jakobs   |
| 37                   | Sean Kelly    |
| 38                   | Uwe Raab      |
| 39                   | Jos Van Aert  |
| Director esportiu: - |               |

| 41                              | Marino Lejarreta       |
| 42                              | Eduardo Chozas         |
| 43                              | Herminio Díaz Zabala   |
| 44                              | Anselmo Fuerte         |
| 45                              | Stephen Hodge          |
| 46                              | Miguel Martínez Torres |
| 47                              | Melcior Mauri          |
| 48                              | Pello Ruíz Cabestany   |
| 49                              | Johnny Weltz           |
| Director esportiu:Manolo Saiz - |                        |

| 51                   | Charly Mottet       |
| 52                   | Jean Claude Bagot   |
| 53                   | Frédéric Brun       |
| 54                   | Eric Caritoux       |
| 55                   | Thierry Claveyrolat |
| 56                   | Jean Claude Colotti |
| 57                   | Thierry Laurent     |
| 58                   | Pascal Lino         |
| 59                   | Michel Vermote      |
| Director esportiu: - |                     |

| 61                   | Steven Rooks         |
| 62                   | Viatxeslav Iekímov   |
| 63                   | Olaf Ludwig          |
| 64                   | Guy Nulens           |
| 65                   | Alan Peiper          |
| 66                   | Eddy Planckaert      |
| 67                   | Marc Sergeant        |
| 68                   | Eric Van Lancker     |
| 69                   | Jean Paul Van Poppel |
| Director esportiu: - |                      |

| 71                   | Gianni Bugno        |
| 72                   | Giuseppe Calcaterra |
| 73                   | Giovanni Fidanza    |
| 74                   | Roberto Gusmeroli   |
| 75                   | Mario Kummer        |
| 76                   | Tony Rominger       |
| 77                   | Mauro Santaromita   |
| 78                   | Jan Schur           |
| 79                   | Alberto Volpi       |
| Director esportiu: - |                     |

| 81                   | Andrew Hampsten    |
| 82                   | Norman Alvis       |
| 83                   | Steve Bauer        |
| 84                   | Andy Bishop        |
| 85                   | Ron Kiefel         |
| 86                   | Dag-Otto Lauritzen |
| 87                   | Davis Phinney      |
| 88                   | Bob Roll           |
| 89                   | Sean Yates         |
| Director esportiu: - |                    |

| 91                   | Marco Giovanetti           |
| 92                   | Roque de la Cruz           |
| 93                   | Mathieu Hermans            |
| 94                   | Jean Pierre Heynderickx    |
| 95                   | Pablo Moreno               |
| 96                   | Álvaro Pino                |
| 97                   | Vicente Ridaura            |
| 98                   | José Luis Rodríguez García |
| 99                   | José Urea                  |
| Director esportiu: - |                            |

| 101                  | Adri Van der Poel |
| 102                  | Alfred Achermann  |
| 103                  | Carlo Bomans      |
| 104                  | Beat Breu         |
| 105                  | Michel Dernies    |
| 106                  | Jan Goessens      |
| 107                  | Patrick Robeet    |
| 108                  | Kurt Steinmann    |
| 109                  | Thomas Wegmuller  |
| Director esportiu: - |                   |

| 111                  | Pascal Richard       |
| 112                  | Gilles Delion        |
| 113                  | Mauro Gianetti       |
| 114                  | Othmar Haefliger     |
| 115                  | Jean Claude LeClercq |
| 116                  | Hans Rudi Marki      |
| 117                  | Henri Manders        |
| 118                  | Niki Ruttimann       |
| 119                  | Guido Winterberg     |
| Director esportiu: - |                      |

| 121                  | Jean Francois Bernard |
| 122                  | John Carlsen          |
| 123                  | Christian Chaubet     |
| 124                  | Andreas Kappes        |
| 125                  | Pascal Lance          |
| 126                  | Roland LeClercq       |
| 127                  | Philippe Louviot      |
| 128                  | Yvon Madiot           |
| 129                  | Denis Roux            |
| Director esportiu: - |                       |

| 131                  | Álvaro Mejía           |
| 132                  | Juan Carlos Castillo   |
| 133                  | Omar Hernández         |
| 134                  | Carlos Mario Jaramillo |
| 135                  | Gerardo Moncada        |
| 136                  | Reynel Montoya         |
| 137                  | William Palacio        |
| 138                  | William Pulido         |
| 139                  | Óscar de Jesús Vargas  |
| Director esportiu: - |                        |

| 141                  | Stephen Roche    |
| 142                  | Laurent Biondi   |
| 143                  | Étienne de Wilde |
| 144                  | Paul Haghedooren |
| 145                  | Brian Holm       |
| 146                  | Soren Lilholt    |
| 147                  | Francis Moreau   |
| 148                  | Wilfried Peeters |
| 149                  | Laurent Pillon   |
| Director esportiu: - |                  |

| 151                  | Claude Cricquelion  |
| 152                  | Johan Bruyneel      |
| 153                  | Peter De Clercq     |
| 154                  | Jos Haex            |
| 155                  | Johan Museeuw       |
| 156                  | Hendrik Redant      |
| 157                  | Peter Roes          |
| 158                  | Wim Van Eynde       |
| 159                  | Patrick Verschueren |
| Director esportiu: - |                     |

| 161                  | Phil Anderson    |
| 162                  | Johan Capiot     |
| 163                  | Maarten Ducrot   |
| 164                  | Patrick Jacobs   |
| 165                  | Jorg Muller      |
| 166                  | Martin Schalkers |
| 167                  | Eddy Schurer     |
| 168                  | Jan Siemons      |
| 169                  | Jesper Skibby    |
| Director esportiu: - |                  |

| 151                  | Claudio Chiappucci  |
| 152                  | Guido Bontempi      |
| 153                  | Acacio da Silva     |
| 154                  | Massimo Ghirotto    |
| 155                  | Alessandro Gianelli |
| 156                  | Flavio Giupponi     |
| 157                  | Eric Maechler       |
| 158                  | Giancarlo Perini    |
| 159                  | Maximilian Sciandri |
| Director esportiu: - |                     |

| 181                  | Edwig Van Hooydonck |
| 182                  | Gerrit de Vries     |
| 183                  | Frans Maassen       |
| 184                  | Jelle Nijdam        |
| 185                  | Twan Poels          |
| 186                  | Gerrit Solleveld    |
| 187                  | Patrick Tolhoelk    |
| 188                  | Eric Vanderaerden   |
| 189                  | Peter Winnen        |
| Director esportiu: - |                     |

| 191                  | Moreno Argentin  |
| 192                  | Adriano Baffi    |
| 193                  | Davide Cassani   |
| 194                  | Bruno Cenghialta |
| 195                  | Roberto Conti    |
| 196                  | Alberto Elli     |
| 197                  | Rodolfo Massi    |
| 198                  | Valerio Piva     |
| 199                  | Marcello Siboni  |
| Director esportiu: - |                  |

| 201                  | Fabio Parra         |
| 202                  | Antonio Miguel Díaz |
| 203                  | Antonio Espejo      |
| 204                  | Martín Farfán       |
| 205                  | Mario Lara          |
| 206                  | Néstor Mora         |
| 207                  | Nelson Rodríguez    |
| 208                  | Jesús Rosado        |
| 209                  | Ángel Sarrapio      |
| Director esportiu: - |                     |

| 211                  | Dmitri Kónixev           |
| 212                  | Djamolidine Abdoujaparov |
| 213                  | Nikolai Golovatenko      |
| 214                  | Ivan Ivanov              |
| 215                  | Vassili Jdanov           |
| 216                  | Assiat Saítov            |
| 217                  | Alexandre Troubine       |
| 218                  | Piotr Ugriúmov           |
| 219                  | Serguei Ouslamine        |
| Director esportiu: - |                          |